# Leonardo DiCaprio
Leonardo Wilhelm DiCaprio (pronunciado /diˈkaːprjo/; Los Ángeles, 11 de noviembre de 1974) es un actor y productor de cine estadounidense. Es ganador de numerosos premios, entre los que destacan un Óscar al mejor actor y un premio BAFTA al mejor actor por su actuación en El renacido (2015); dos Globos de Oro al mejor actor de drama por sus actuaciones en El aviador (2004) y El renacido; y un Globo de Oro al mejor actor de comedia o musical por El lobo de Wall Street (2013). Adicionalmente, ha ganado el premio del Sindicato de Actores, el Oso de Plata y un Premio Chlotrudis. Hasta 2019, sus películas habían recaudado aproximadamente 7200 millones de dólares, y ha estado ocho veces en la lista de los actores mejor pagados del año.
Comenzó su carrera a principios de la década de 1990, apareciendo en comerciales de televisión antes de actuar en roles recurrentes de series de televisión como en Santa Bárbara y Los problemas crecen. Hizo su debut fílmico en la comedia de ciencia ficción y/o terror Critters 3 en 1991, y recibió elogios de la crítica por su actuación en This Boy's Life en 1993. Obtuvo reconocimiento por sus trabajos posteriores en papeles como en ¿A quién ama Gilbert Grape? (1993) y Marvin's Room (1996), así como en papeles principales en The Basketball Diaries (1995) y Romeo + Julieta (1996), antes de alcanzar la fama mundial por la película de James Cameron de 1997, Titanic.
Desde el año 2000, ha sido nominado a varios premios por su trabajo en películas como Atrápame si puedes (2002), Gangs of New York (2002), El aviador (2004), Diamante de sangre (2006), The Departed  (2006), Revolutionary Road (2008), Django Unchained (2012), El lobo de Wall Street (2013), El renacido (2015) y Érase una vez en Hollywood (2019). Sus películas Shutter Island (2010) e Inception (2010) se encuentran entre los mayores éxitos comerciales de su carrera. Además, es dueño de una compañía de producción llamada Appian Way Productions, cuyas producciones incluyen las películas Gardener of Eden (2007) y Orphan (2009). También es un ecologista comprometido, el cual ha recibido elogios de los grupos ambientalistas por su activismo.

## Biografía y familia
DiCaprio nació en Hollywood, California, hijo único de Irmelin Indenbirke, una secretaria nacida en Alemania, y George DiCaprio, un artista de cómic underground y productor/distribuidor de historietas. Su padre tiene ascendencia mitad italiana (Alife) y mitad alemana (Baviera). Su abuelo materno, Wilhelm Indenbirken, era alemán; mientras que su abuela materna, Helene Indenbirken, era una ciudadana alemana nacida en Odesa, Ucrania, como Olena Smyrnova (en ucraniano, Олена Смирнова; en ruso, Елена Смирнова; 1915—2008). En una entrevista en Rusia, DiCaprio se refirió a sí mismo como "mitad ucraniano" y declaró que su abuela materna era ucraniana.
Fue llamado Leonardo porque, mientras su madre estaba embarazada y miraba un cuadro de Leonardo da Vinci en un museo, DiCaprio pateó dentro del vientre. Sus padres se divorciaron cuando tenía un año de edad, y, aunque compartieron la custodia, él y su madre vivieron en varios barrios de Los Ángeles, como Echo Park y Los Feliz.

## Trayectoria

### Primeros trabajos como actor
La carrera de DiCaprio comenzó con su aparición en varios anuncios y películas educativas a finales de 1980. Después de dejar el elenco de la serie de televisión para niños Romper Room por ser perjudicial para él, a la edad de cinco años, DiCaprio siguió a su hermanastro mayor Adam Farrar en comerciales de televisión, hasta que protagonizó un anuncio para la marca de automóviles Matchbox a los catorce años. En 1990, obtuvo su debut en la televisión cuando fue elegido en el elenco de Parenthood, una serie basada en la película del mismo nombre. Después de esto, DiCaprio obtuvo papeles pequeños en varias series, entre ellos The New Lassie y Roseanne, así como un breve papel en Santa Bárbara, interpretando al joven Mason Capwell. Su participación en Parenthood y Santa Bárbara le valió una nominación para el Premio Young Artist al Mejor Actor Joven.
Su debut fílmico fue en la película de ciencia ficción y terror Critters 3, en la que interpretó al hijastro de un malvado propietario. Lanzada en 1991. Se convirtió en un miembro habitual en el elenco de la sitcom de la ABC Growing Pains, interpretando a Luke Brower, un niño enfermo y sin hogar que es acogido por la familia Seaver. DiCaprio alcanzó el éxito en la pantalla grande en 1992, cuando fue seleccionado por Robert De Niro entre 400 jóvenes actores para interpretar el papel principal en This Boy's Life, coprotagonizada por Ellen Barkin y el propio De Niro.
Más tarde, en 1993, DiCaprio actuó como el hermano con discapacidad mental de Johnny Depp en ¿A quién ama Gilbert Grape?, una odisea cómica-trágica acerca de una disfuncional familia de Iowa. El director Lasse Hallström admitió que estaba inicialmente en busca de un actor menos atractivo, pero se decidió por DiCaprio ya que se había convertido en «el [actor] más observador» entre todos los que audicionaron. Con un presupuesto de 11 millones de dólares, la película se convirtió en un éxito financiero y crítico, resultando en un total de 9’1 millones de dólares en la taquilla y produciendo varios elogios para DiCaprio, quien fue galardonado con el National Board of Review en la categoría de mejor actor de reparto, y nominado para un Premio Óscar y Globo de Oro por su interpretación. Janet Maslin de New York Times elogió la actuación de DiCaprio, escribiendo que «el verdadero espectáculo en la película proviene del Sr. DiCaprio, quien hace de los tics de Arnie tan sorprendentes y vívidos que al principio es difícil de ver. La actuación tiene una fuerte y desesperada intensidad de principio a fin».
En 1995, Rápida y mortal de Sam Raimi, un western en el que apareció junto a Gene Hackman, Sharon Stone y Russell Crowe, y en el que interpretó al hijo de Hackman, Kid, un joven pistolero. La película recaudó 18’5 millones de dólares en los Estados Unidos, y recibió críticas mixtas de los críticos. Jonathan Rosenbaum de Chicago Reader, observó que «Raimi trata de hacer un Sergio Leone, y aunque Rápida y mortal es muy agradable en algunos puntos, no se presentan como muy convincentes». Después, DiCaprio protagonizó Total Eclipse, un relato novelado de la relación homosexual entre Arthur Rimbaud y Paul Verlaine, interpretado por David Thewlis. Reemplazó a River Phoenix en el papel de Rimbaud, que había muerto durante la preproducción en el proyecto. Fue un éxito de menor importancia, la película recaudó 34 millones de dólares mientras estuvo en cartelera.
DiCaprio apareció junto con varios de sus amigos, incluyendo Tobey Maguire en Don's Plum del director R.D. Robb. Cuando Robb decidió ampliar su cinta en blanco y negro a un largometraje, DiCaprio y Maguire trataron de impedir su estreno, ya que argumentaban que no tenían la intención de estrenarla en el cine. Sin embargo, la película finalmente se estrenó en el Festival Internacional de Cine de Berlín de 2001, donde fue bien recibida por los críticos, con el escritor de Time Out New York Mike D'Angelo calificándola como «la mejor película [que vi] en Berlín». La última película de DiCaprio en el año 1995 fue The Basketball Diaries, una película biográfica acerca de Jim Carroll.

### 1996-2001: Titanic y éxito mundial
En 1996, DiCaprio apareció junto con Claire Danes en la película de Baz Luhrmann Romeo + Julieta, una modernización abreviada de la obra de William Shakespeare, aunque mantiene el diálogo original del libro. El proyecto fue una de las primeras películas en darle el estatus de «estrella», recaudando en taquilla un total de 147 millones de dólares.
Más tarde en ese año, actuó en el drama familiar de Jerry Zaks Marvin's Room, con Robert De Niro. Basado en el guion adaptado de Scott McPherson de su propia obra de mismo nombre, la película gira en torno a dos hermanas, interpretadas por Meryl Streep y Diane Keaton, que se reúnen a través de una tragedia después de estar diecisiete años separadas. DiCaprio interpretó al personaje de Hank, el problemático hijo de Streep, sometido a un asilo mental después de prender fuego a la casa de su madre. En su interpretación, ganadora del Premio Chlotrudis, Lisa Schwarzbaum de Entertainment Weekly comentó que «el muy talentoso DiCaprio [...] se mantiene firme ante estas profesionales [Keaton y Streep]. Los tres son tan completos y con tanta fuerza que afectan al que está siendo llevado por el placer de estar en presencia de su extraordinario talento».

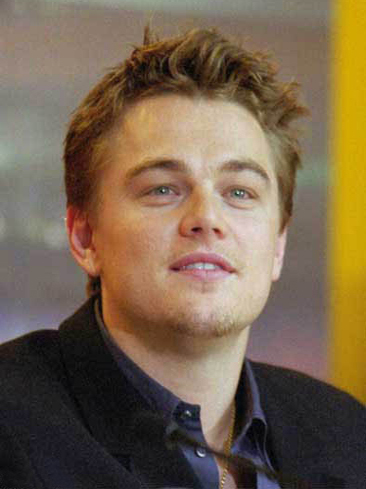
DiCaprio en una conferencia de prensa por La playa en febrero de 2000.

En 1997, DiCaprio protagonizó la película de James Cameron Titanic junto a Kate Winslet. Interpretó a un chico de veinte años de edad llamado Jack Dawson, un hombre pobre de Wisconsin que gana dos entradas de tercera clase en el RMS Titanic, DiCaprio inicialmente se negó a interpretar al personaje, pero finalmente se animó a seguir el papel de Cameron, quien creía firmemente en DiCaprio para el papel principal. La película se convirtió en la película más taquillera —solo superada en 2010 por la película de Cameron Avatar—, recaudó más de 1843 millones de dólares en taquilla en todo el mundo, y transformó a DiCaprio en una súper estrella del cine comercial con un gran número de fanes, ya fueran adolescentes o mujeres jóvenes en general, formándose lo que se conocería como «Leo-Manía». Fue nominado para la mayoría de los premios «importantes», incluyendo una segunda nominación a los Globos de Oro. Tras el éxito de Titanic, DiCaprio dijo en 2000 que no tenía «ninguna relación conmigo durante todo este fenómeno «Titanic» y lo que mi cara se convirtió en todo el mundo [...] no voy a tratar de llegar a ese estado de la popularidad otra vez. No es algo que voy a tratar de lograr tampoco».
El año siguiente (1998), DiCaprio hizo un cameo en la sátira Celebrity, de Woody Allen. Ese año, también protagonizó en el doble papel del villano Luis XIV de Francia y su secreto, su hermano gemelo Philippe en El hombre de la máscara de hierro de Randall Wallace, basado en el filme del mismo título de 1939. A pesar de recibir una recepción mixta y negativa en general, la película se convirtió en un éxito de taquilla y recaudó 180 millones de dólares a nivel internacional. Sin embargo, el desempeño de DiCaprio fue bien recibido en general, el crítico de Entertainment Weekly Owen Gleiberman escribió que «el sorprendentemente andrógino DiCaprio tiene apenas la edad suficiente para interpretar a alguien con hormonas, pero aun así es un fluido e instintivo actor, con el rostro de un ángel travieso», fue nominado para un Premio Golden Raspberry por ambas interpretaciones el año siguiente.
El próximo proyecto de DiCaprio fue la película dramática del año 2000 La playa, una adaptación de la novela escrita por Alex Garland. Sus coprotagonistas fueron Tilda Swinton y Virginie Ledoyen. DiCaprio interpretó a un turista estadounidense mochilero, en busca de la mejor forma de vida en una isla secreta en el golfo de Tailandia. Con un presupuesto de 50 millones USD, la película se convirtió en un éxito financiero, ganando en total 144 millones de dólares en todo el mundo, pero, al igual que su proyecto anterior, la película fue resistida por la crítica. Todd McCarthy de Variety, señaló que «Richard [el papel de DiCaprio] es demasiado caracterizado como un hombre estadounidense común, y no lo suficiente como un individuo bien definido para capturar totalmente el interés y la imaginación de uno, y DiCaprio, aunque perfectamente visible, no le dotan de las peculiaridades o signos distintivos que hacen de este hombre de la nada un carácter tridimensional».

### 2002-2007:El aviadoryDiamante de sangre
El primer proyecto de DiCaprio en 2002 fue la película de crimen-comedia Atrápame si puedes, basada en la vida de Frank Abagnale Jr., quien antes de cumplir los diecinueve años usó su encanto, confianza, y varias identidades diferentes, para hacer millones en la década de 1960 utilizando cheques falsos. Dirigida por Steven Spielberg y coprotagonizada por Tom Hanks y Christopher Walken, la película fue filmada en 147 ubicaciones diferentes en solo 52 días, por lo que es la «filmación de una película más aventurera» que DiCaprio había experimentado. Atrápame si puedes recibió críticas favorables y demostró ser un éxito internacional, con un total de 351’1 millones de dólares en todo el mundo. Roger Ebert elogió su actuación y señaló que «DiCaprio, que en las últimas películas [...] ha interpretado a personajes oscuros y problemáticos, es ventoso y encantador aquí, interpretando a un chico que descubre lo que es bueno, y lo hace». Al año siguiente, DiCaprio obtuvo su tercera nominación al Globo de Oro por su trabajo en la película.

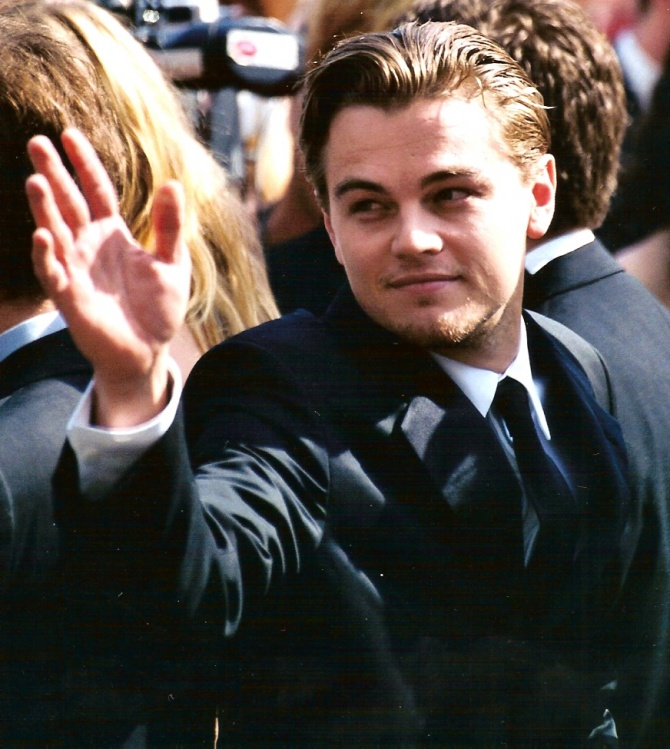
DiCaprio en el preestreno de Gangs of New York en el Festival de Cine de Cannes en 2002.

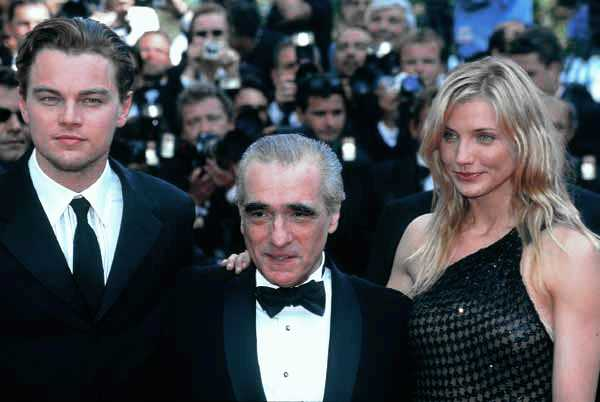
DiCaprio junto con Cameron Diaz y Martin Scorsese en 2002.

También en 2002, DiCaprio apareció en Gangs of New York de Martin Scorsese, una película histórica ambientada en medio del siglo XIX en el distrito Five Points de la ciudad de Nueva York. Scorsese inicialmente «luchaba» por vender su idea acerca de realizar la película hasta que DiCaprio se interesó en interpretar al protagonista Ámsterdam Vallon y, por lo tanto, Miramax Films se involucró con la financiación del proyecto. La producción de la película estuvo plagada de presupuestos caros y disputas entre los productores y el director, lo que resultó en ocho meses de rodaje y con 103 millones de dólares, fue la película más cara que Scorsese había hecho nunca. Tras su lanzamiento, Gangs of New York se convirtió en un éxito financiero y crítico. La actuación de DiCaprio fue bien recibida, pero se mantuvo eclipsada por la interpretación de Daniel Day-Lewis por la mayoría de los críticos.
Scorsese y DiCaprio colaboraron nuevamente para una película biográfica acerca del excéntrico director de cine y pionero de la aviación Howard Hughes en El aviador, en 2004. Centrada en la vida de Hughes desde finales de los años 1920 a 1947, DiCaprio inicialmente desarrolló el proyecto con el director Michael Mann, quien decidió no dirigir la película tras realizar las biografías fílmicas Ali y The Insider. El actor finalmente se inclinó por el guion de John Logan y Scorsese rápidamente aceptó el cargo de director. En total, DiCaprio habría gastado más de un año y medio en la preparación de la película que no necesariamente se rodó en continuidad, debido a los horarios de los actores y lugares. El aviador se convirtió en un éxito crítico y financiero. DiCaprio recibió críticas muy favorables por su actuación, ganó un Globo de Oro a Mejor Actor y recibió otra nominación al Oscar.
En 2006, DiCaprio protagonizó Diamante de sangre y The Departed. En la película bélica de Edward Zwick Diamante de sangre, DiCaprio coprotagonizó junto a Jennifer Connelly y Djimon Hounsou e interpretó a un contrabandista de diamantes de Rodesia, que participa en la guerra civil en Sierra Leona. El filme recibió críticas favorables en general, y DiCaprio fue elogiado por la autenticidad de su acento afrikáner, bastante difícil de emular. En The Departed de Scorsese, DiCaprio interpretó a Billy Costigan, un policía estatal que trabaja infiltrado en la mafia irlandesa de Boston. Tuvo revisiones muy positivas y se convirtió en una de las películas más valoradas de 2006. Con un presupuesto de 90 millones de dólares, también surgió como la colaboración de DiCaprio y Scorsese más taquillera hasta la fecha, ya que superó con facilidad el récord de El aviador de 213’7 millones de dólares. La interpretación de DiCaprio en The Departed fue aplaudida por la crítica y le valió un Premio Satellite al mejor actor de reparto. El mismo año, fue nominado dos veces en la categoría de Mejor Actor por Diamante de sangre y The Departed en los Globos de Oro y recibió dos nominaciones a los Premios del Sindicato de Actores, una al Mejor Actor por Diamante de sangre y otra al Mejor Actor de Reparto por The Departed. Obtuvo una nominación al Óscar al mejor actor por Diamante de sangre.

### 2008-2014:Sólo un sueño, Django, El lobo de Wall Street, entre otros
En 2008, DiCaprio protagonizó Red de mentiras (Body of lies), un largometraje de espías basado en la novela del mismo nombre de David Ignatius, ubicada en el Medio Oriente y en la guerra contra el terrorismo, en el que se desarrolla la historia de tres hombres que luchan contra una organización terrorista. Dirigida por Ridley Scott y coprotagonizada por Russell Crowe y Vince Colosimo, DiCaprio se tiñó el pelo castaño y utilizó lentes de contacto del mismo color para el papel, donde él mismo optó por usar porque lo consideró como un retroceso a las películas políticas en la década de 1970 como, por ejemplo, The Parallax View de 1974 y Three Days of the Condor de 1975. La película recibió opiniones mixtas de los críticos, y, con un presupuesto de 67 5 millones de dólares, se convirtió en un éxito de taquilla moderado, con una recaudación 115 millones de dólares en todo el mundo.

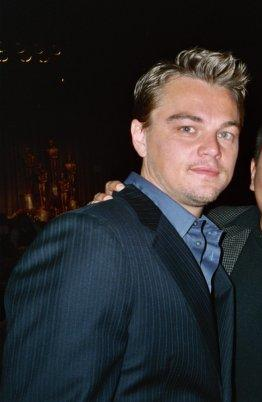
DiCaprio en un evento de caridad en marzo de 2009.

El mismo año, DiCaprio se reunió con Kate Winslet para la película de drama Revolutionary Road de 2008, dirigida por el entonces marido de Winslet Sam Mendes. Ambos actores se habían mostrado renuentes a hacer películas románticas similares a Titanic, pero fue Winslet quien sugirió que ambos trabajaran en la adaptación cinematográfica de la novela Vía revolucionaria por Richard Yates después de leer el guion de Justin Haythe, a sabiendas de que la trama tenía poco en común con el éxito de taquilla de 1997. Una vez que DiCaprio aceptó el papel, la producción comenzó inmediatamente. El actor señaló que vio a su personaje como «antiheroico» y «un poco cobarde», que estaba «dispuesto a ser solo un producto de su medio ambiente». Intérpretes de un matrimonio fracasado en la década de 1950, DiCaprio y Winslet vieron videos de dicha época promocionando la vida en los suburbios para prepararse para Revolutionary Road, que les valió críticas favorables. Por su interpretación, DiCaprio obtuvo su séptima nominación a los Globos de Oro.

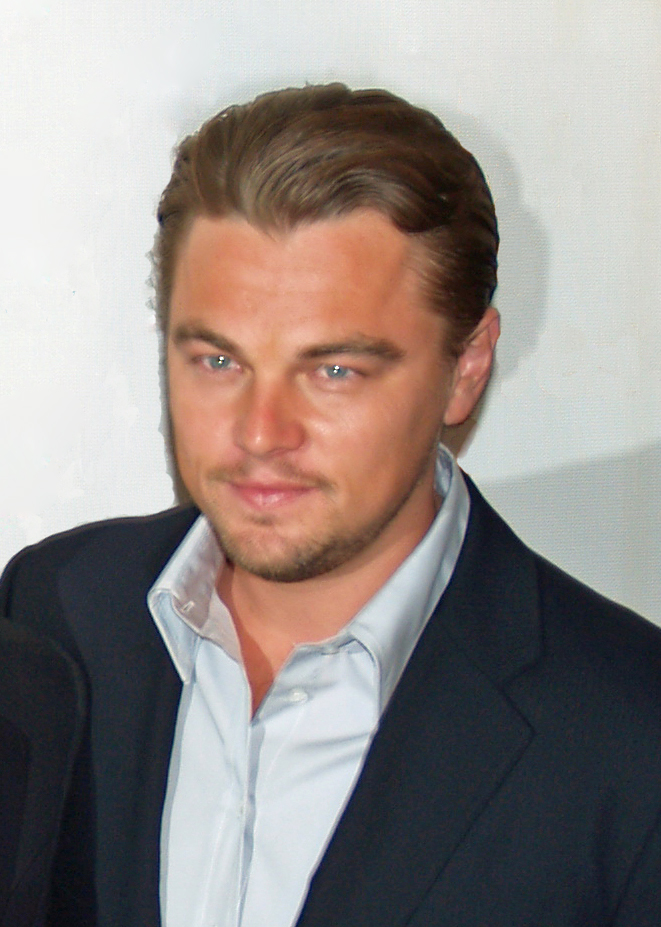
Leonardo DiCaprio en la entrega de premios.

Su siguiente proyecto con Scorsese fue en 2010 en el thriller psicológico Shutter Island, basada en la novela homónima de Dennis Lehane. Coprotagonizada por Ben Kingsley, Mark Ruffalo y Michelle Williams en papeles secundarios, interpretó al alguacil Edward «Teddy» Daniels, quien investiga un centro psiquiátrico situado en una isla. Con 41 millones de dólares, la película se estrenó en el número uno en la taquilla, lo que representó la mejor apertura de DiCaprio y Scorsese hasta ese momento.
En la cinta de ciencia ficción Inception, dirigida y producida por Christopher Nolan, inspirada en la experiencia del sueño lúcido e incubación del sueño, DiCaprio interpreta al personaje de Dominick "Dom" Cobb, un «extractor» que entra en los sueños de otros para obtener información. A Cobb se le promete una oportunidad de recuperar su antigua vida, a cambio de sembrar una idea en la mente de un objetivo corporativo. DiCaprio, el primer actor que decidió participar en la película, estuvo «intrigado por este concepto—la noción de robar sueños y cómo este personaje va a abrir su mundo de sueños y al final afectar su vida real». Lanzado con éxito de crítica, la película recaudó más de 21 millones de dólares en su primer día, recaudando en el fin de semana un total de 62.7 millones de dólares estadounidenses.
En 2011, el actor protagonizó la cinta J. Edgar del director Clint Eastwood, una película biográfica sobre J. Edgar Hoover, el controvertido primer director del FBI. En 2012, DiCaprio interpretó el papel del antagonista Monsieur Calvin J. Candie en la película de Quentin Tarantino Django Unchained, la cual obtuvo críticas favorables. En 2013, interpretó al personaje Jay Gatsby en la cinta The Great Gatsby dirigida por Baz Luhrmann, adaptación de la novela homónima de F. Scott Fitzgerald. Posteriormente, DiCaprio trabajó de nuevo con Martin Scorsese interpretando a Jordan Belfort en la película El lobo de Wall Street, estrenada en diciembre de 2013, recibiendo críticas favorables, siendo considerada como su mejor interpretación a la fecha y siendo galardonado con el Globo de Oro al mejor actor de comedia.

### 2015-2020: Oscar porEl renacido y Érase una vez en Hollywood
En 2015, filmó la cinta El renacido donde dio vida a Hugh Glass bajo la dirección de Alejandro González Iñárritu, con críticas muy favorables, y con la actuación de DiCaprio siendo aclamada universalmente. Ganó un Óscar al mejor actor en 2016, siendo la primera ocasión que gana este premio después de 4 nominaciones anteriores. También ganó un Globo de Oro a mejor actor dramático, el premio BAFTA y el premio del Sindicato de Actores, entre otros. DiCaprio la ha calificado como su película más difícil. Tuvo que comer un trozo de hígado de bisonte crudo y dormir en cadáveres de animales, y sufrió hipotermia. También aprendió a disparar un mosquete, hacer fuego, hablar dos idiomas nativos americanos (Pawnee y Arikara) y aplicar técnicas de curación ancestrales. Construida con un presupuesto de $135 millones, la película ganó $533 millones en todo el mundo.
En 2017, Paramount anunció que adquirió los derechos de la película para una adaptación en inglés de The Black Hand. La nueva película, que se estrenará en 2018,[cita requerida] DiCaprio protagonizará a Joe Petrosino, y se basará parcialmente en la novela de Stephan Talty sobre el asesinato de Petrosino. En agosto de 2017, Paramount ganó una guerra de ofertas contra Universal Pictures por los derechos de adaptar la biografía de Leonardo da Vinci de Walter Isaacson. El estudio compró los derechos según su acuerdo con Appian Way Productions de DiCaprio, que dijo que planeaba producir la película con DiCaprio como la estrella. A partir de septiembre de 2017, DiCaprio protagonizó Roosevelt, una película biográfica del expresidente de los Estados Unidos Theodore Roosevelt; Martin Scorsese dirigirá y Paramount Pictures distribuirá, con la producción de DiCaprio's Appian Way. La película aún no tiene una fecha de lanzamiento.
Después de narrar el documental de 2019 sobre el calentamiento global Ice on Fire, DiCaprio volvió a actuar tras una pausa de cuatro años en la comedia dramática de Quentin Tarantino Érase una vez en Hollywood, que traza la relación entre Rick Dalton (DiCaprio) y un anciano actor de televisión y su doble de acción, Cliff Booth (Brad Pitt). Para ayudar a financiar la película, DiCaprio y Pitt acordaron aceptar un recorte salarial y cada uno recibió 10 millones de dólares. A DiCaprio le gustó la experiencia de trabajar con Pitt; Tarantino describió a la pareja como «el dúo dinámico de estrellas más emocionante desde Robert Redford y Paul Newman». DiCaprio estaba fascinado con el homenaje de la película a Hollywood y se centró en la amistad entre él y el personaje de Pitt. Se basó en la experiencia de la vida real de presenciar las peleas y los rechazos de sus amigos actores en la industria. Las críticas de la película y la actuación de DiCaprio fueron positivas; un crítico de Business Insider la calificó como la mejor actuación de su carrera y a Ian Sandwell de Digital Spy le gustó especialmente la química de DiCaprio y Pitt, que según él ayuda a aportar autenticidad a la conexión de sus personajes. Recibió nominaciones para un Oscar, un Globo de Oro y un premio BAFTA al Mejor Actor. La película ganó un total de 374 millones de dólares contra su presupuesto de 90 millones de dólares.

### 2020- presente: documentales medioambientales y éxito en premios
En 2020, DiCaprio ejerció como productor ejecutivo de The Right Stuff, una adaptación de la serie de televisión del libro homónimo de 1973. Después de estar en desarrollo en National Geographic, se lanzó en Disney+. Ese mayo, DiCaprio apareció brevemente en el final de la miniserie The Last Dance.  En 2021, DiCaprio apareció en la comedia satírica de Adam McKay Don't Look Up. Pasó cinco meses cambiando el guion de la película con McKay antes de aceptar el papel.  Protagonizando junto a Jennifer Lawrence como dos astrónomos que intentan advertir a la humanidad sobre un cometa de nivel de extinción, DiCaprio vio esta película como una analogía de la indiferencia del mundo ante la crisis climática. Como partidario frecuente del ambientalismo, DiCaprio dijo que a menudo ha buscado protagonizar y hacer películas que aborden problemas relacionados con él, algo que le resultó difícil debido a la incapacidad de la gente para escuchar. Elogió a McKay por imaginar un proyecto sobre cómo reaccionarían los humanos a un problema serio desde un punto de vista político, social y científico.  Si bien las críticas de la película fueron mixtas, la mayoría de los críticos elogiaron las actuaciones de DiCaprio y Lawrence; los periodistas de Digital Spy y NDTV elogiaron a la pareja.DiCaprio obtuvo nominaciones a un Globo de Oro y un premio BAFTA por la película.  Rompió el récord de más vistas (152 millones de horas) en una sola semana en la historia de Netflix.
DiCaprio protagonizó luego el drama criminal de Scorsese Killers of the Flower Moon (2023), basado en el libro homónimo de David Grann,por el que recibió 30 millones de dólares.Inicialmente contratado para el papel heroico del agente del FBI Thomas Bruce White Sr., DiCaprio insistió en interpretar el papel moralmente complejo de Ernest Burkhart, un sobrino del asesino William King Hale, lo que llevó a extensas reescrituras del guion.Declarándola la mejor actuación de la carrera de DiCaprio, David Ehrlich de IndieWire escribió que "su interpretación matizada e intransigente como el cretino Ernest Burkhart extrae nuevas maravillas de la falta de vanidad de larga data del actor".Recibió otra nominación al Globo de Oro por su actuación.DiCaprio protagonizará la próxima película de Paul Thomas Anderson, The Battle of Baktan Cross, coprotagonizada por Sean Penn y Regina Hall.

## Vida personal
DiCaprio es agnóstico.

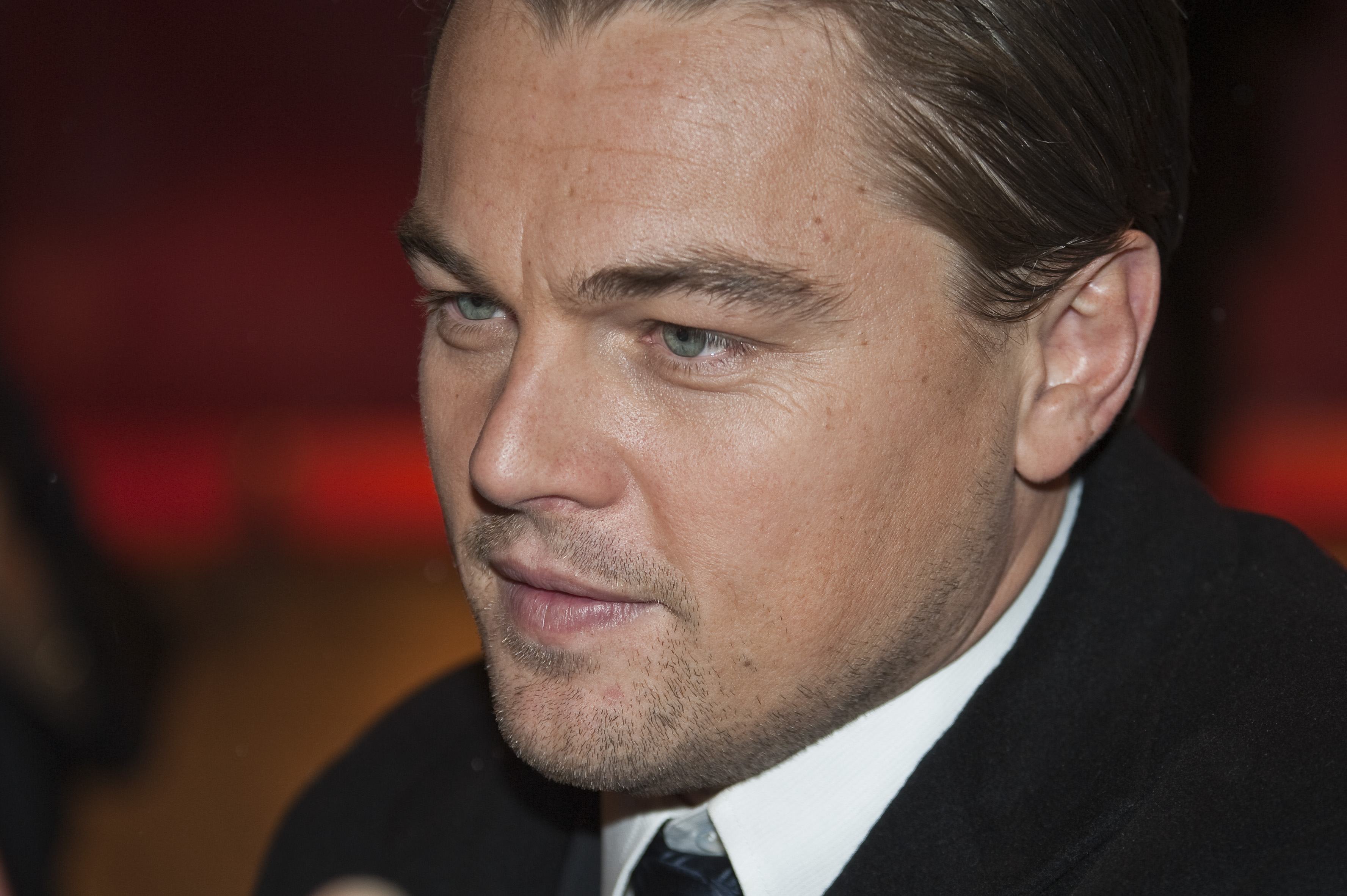
DiCaprio en 2010.

La vida personal de DiCaprio es objeto de una amplia atención mediática. Rara vez concede entrevistas, y se muestra reacio a hablar sobre su vida privada. Mantuvo una relación con la modelo brasileña Gisele Bündchen desde 1999 hasta noviembre de 2005, siendo esta la relación más duradera de DiCaprio. Desde 2005 hasta 2011 inició una relación con la modelo israelí Bar Refaeli, y durante ese tiempo se reunió con el presidente israelí Shimon Peres y visitó la ciudad natal de Refaeli, Hod HaSharon. En julio de 2013, comenzó a salir con la modelo alemana Toni Garrn, hasta que en diciembre de 2014 dieron por finalizada su relación, tras más de un año juntos. Mantuvo una relación con Camila Morrone desde 2017 hasta 2022. En los Premios Óscar de 2020 DiCaprio la llevó como su pareja, gesto que no hacía desde hacía quince años. Está saliendo con la modelo italiana Vittoria Ceretti desde agosto de 2023.
DiCaprio tiene una casa en Los Ángeles y un apartamento en Battery Park City (Manhattan). En 2009 compró la isla de Blackadore Caye, en Belice—donde tiene la intención de crear un ecoresort—y en 2014, adquirió la residencia original de Dinah Shore diseñada por el arquitecto moderno de mediados de siglo Donald Wexler en Palm Springs, California. También es coleccionista de arte.
En junio de 2017 estuvo involucrado en un escándalo de lavado de dinero (Red Granite Pictures). DiCaprio entregó los obsequios que recibió de los socios comerciales de la productora al gobierno de Estados Unidos.
En 2005, DiCaprio fue herido por la modelo Aretha Wilson en la mejilla izquierda del rostro con una botella rota en una fiesta en Hollywood, lo que le significaron 17 puntos de sutura. Después de un juicio en 2010, Wilson fue sentenciada a prisión por dos años y su extradición a Canadá.
En febrero de 2023 se le conoció a su joven pareja, la franco-israelita Eden Polani, una modelo emergente de 19 años, aunque algunas fuentes indican que no hay vínculo sentimental entre ellos. Otras fuentes indican que su actual pareja es Victoria Lamas, de 23 años.
Como ecologista comprometido, Leonardo ha recibido elogios de los grupos ambientales por optar volar en vuelos comerciales en lugar de aviones privados, como la mayoría de las celebridades. También se ha mencionado que conduce un vehículo híbrido eléctrico y que su casa tiene paneles solares. Sus acciones han inspirado a otras celebridades, como Orlando Bloom y Penélope Cruz.
En un artículo de la revista Ukula, DiCaprio describió al calentamiento global como "el desafío número uno del medio ambiente".
DiCaprio es un activista de los derechos de los homosexuales. En abril de 2013 donó cerca de 61000 dólares a GLAAD, una organización que defiende los derechos de la comunidad LGBT.
En febrero de 2016, al recibir su primer Óscar, en su discurso de agradecimiento hizo mención acerca de la importancia de la lucha contra el cambio climático. Su discurso fue conmovedor, ya que utilizó frases como: "El cambio climático es real, está ocurriendo ahora mismo. Es la amenaza más urgente a la que se ha de enfrentar nuestra especie. Necesitamos trabajar juntos y dejar de procrastinar".

### Fórmula E
En 2013, junto con el fabricante de automóviles Venturi, fundó la escudería Venturi Formula E Team para competir en el campeonato de Fórmula E de la Federación Internacional del Automóvil (FIA).

### Opiniones políticas
DiCaprio apoyó a Hillary Clinton para las elecciones presidenciales de 2016. En marzo de 2020, DiCaprio asistió a una recaudación de fondos para Joe Biden en la casa de la ejecutiva de Paramount Pictures, Sherry Lansing. Antes de las elecciones de 2020, DiCaprio narró una serie documental de Netflix sobre el derecho al voto, afirmando: "Puede que todos hayamos sido creados iguales. Pero nunca seremos realmente iguales hasta que todos votemos. Así que no esperen". En las redes sociales, DiCaprio instó a los votantes a hacer un plan para emitir su voto y a llamar la atención sobre la supresión de votantes y las leyes restrictivas de identificación de votantes, citando a VoteRiders como fuente de información y asistencia. En 2023, DiCaprio testificó durante el juicio contra Prakazrel Michel, quien está siendo acusado de participar en una campaña de influencia extranjera dirigida a las administraciones de Obama y Trump.
En octubre de 2024, DiCaprio apoyó formalmente a la candidata demócrata a la presidencia Kamala Harris, citando sus políticas sobre la mitigación del cambio climático, al tiempo que criticaba a su oponente republicano Donald Trump.

## Filmografía

### Como actor

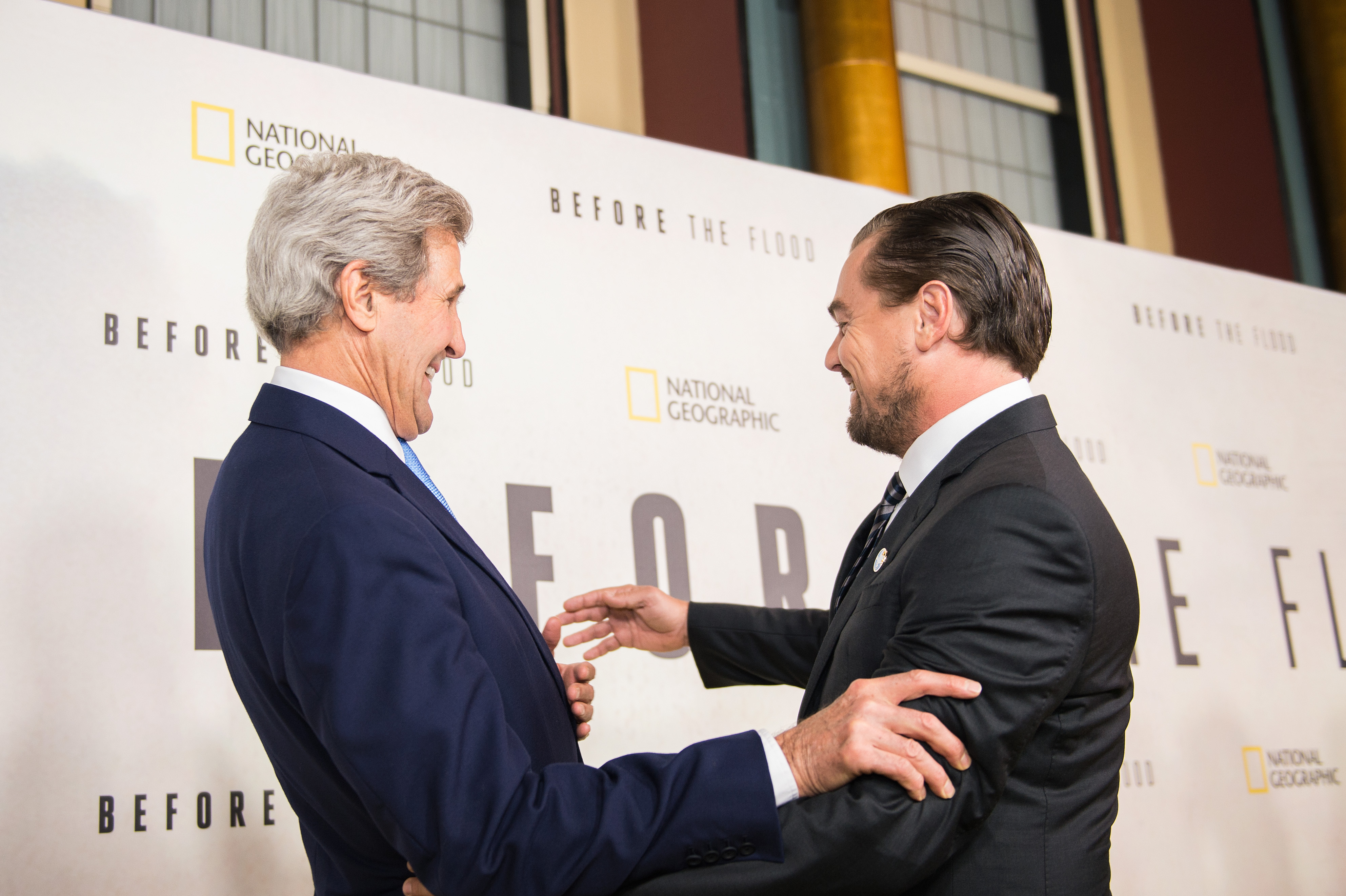
John Kerry y DiCaprio durante la proyección del documental Before the Flood

| Año  | Título                            | Papel                        | Ref.    |
| ---- | --------------------------------- | ---------------------------- | ------- |
| 1991 | Critters 3                        | Josh                         | [ 146 ] |
| 1992 | Poison Ivy                        | Guy                          |         |
| 1993 | This Boy's Life                   | Tobias "Toby" Wolff          | [ 147 ] |
| 1993 | ¿A quién ama Gilbert Grape?       | Arnie Grape                  | [ 148 ] |
| 1995 | Rápida y mortal                   | Fee Herod, "The Kid"         | [ 149 ] |
| 1995 | The Basketball Diaries            | Jim Carroll                  | [ 150 ] |
| 1995 | Total Eclipse                     | Arthur Rimbaud               | [ 151 ] |
| 1996 | Romeo + Juliet                    | Romeo Montesco               | [ 152 ] |
| 1996 | Marvin's Room                     | Hank                         | [ 153 ] |
| 1997 | Titanic                           | Jack Dawson                  | [ 154 ] |
| 1998 | El hombre de la máscara de hierro | Luis XIV de Francia/Philippe | [ 155 ] |
| 1998 | Celebrity                         | Brandon Darrow               | [ 156 ] |
| 1998 | The Grove Family                  | Steve Grove                  |         |
| 2000 | La playa                          | Richard                      | [ 157 ] |
| 2001 | Don's Plum                        | Derek                        | [ 158 ] |
| 2002 | Atrápame si puedes                | Frank William Abagnale Jr.   | [ 159 ] |
| 2002 | Gangs of New York                 | Ámsterdam Vallon             | [ 160 ] |
| 2004 | El aviador                        | Howard Hughes                | [ 161 ] |
| 2006 | Diamante de sangre                | Danny Archer                 | [ 162 ] |
| 2006 | The Departed                      | Billy Costigan               | [ 163 ] |
| 2007 | The 11th Hour                     | Narrador/Productor           | [ 164 ] |
| 2008 | Red de Mentiras                   | Roger Ferris                 | [ 165 ] |
| 2008 | Revolutionary Road                | Frank Wheeler                | [ 166 ] |
| 2010 | Shutter Island                    | Edward "Teddy" Daniels       | [ 167 ] |
| 2010 | Hubble 3D                         | Narrador                     | [ 168 ] |
| 2010 | Inception                         | Dominick "Dom" Cobb          | [ 169 ] |
| 2011 | J. Edgar                          | J. Edgar Hoover              | [ 170 ] |
| 2012 | Django Unchained                  | "Monsieur" Calvin J. Candie. | [ 171 ] |
| 2013 | El gran Gatsby                    | Jay Gatsby                   | [ 172 ] |
| 2013 | El lobo de Wall Street            | Jordan Belfort               | [ 173 ] |
| 2015 | El renacido                       | Hugh Glass                   | [ 174 ] |
| 2015 | The Audition (cortometraje)       | Él mismo                     | [ 175 ] |
| 2019 | Once Upon a Time in Hollywood     | Rick Dalton                  | [ 177 ] |
| 2021 | Don't Look Up                     | Randall Mindy                | [ 178 ] |
| 2023 | Los asesinos de la luna           | Ernest Burkhart              | [ 179 ] |

### Como productor
| Año       | Título                        | Nota                | Ref(s)          |
| --------- | ----------------------------- | ------------------- | --------------- |
| 2004      | El asesinato de Richard Nixon | Productor ejecutivo | [ 180 ]         |
| 2004      | El aviador                    | Productor ejecutivo | [ 181 ]         |
| 2007      | The 11th Hour                 | Productor           | [ 182 ]         |
| 2007      | Gardener of Eden              | Productor           | [ 183 ]         |
| 2008-2010 | Greensburg                    | Productor           |                 |
| 2009      | La huérfana                   | Productor           | [ 184 ]         |
| 2011      | Red Riding Hood               | Productor           | [ 185 ] [ 186 ] |
| 2011      | The Ides of March             | Productor           |                 |
| 2013      | Runner Runner                 | Productor           | [ 187 ] [ 188 ] |
| 2013      | El lobo de Wall Street        | Productor           |                 |
| 2016      | Live By Night                 | Productor           | [ 189 ] [ 190 ] |
| 2016      | Before the Flood              | Productor           |                 |
| 2019      | Richard Jewell                | Productor           | [ 191 ]         |

## Premios y nominaciones
DiCaprio ha sido reconocido por la Academia de Artes y Ciencias Cinematográficas por las siguientes actuaciones:
- 66.º Premios Óscar (1994): Nominado a mejor actor de reparto, por ¿A quién ama Gilbert Grape?
- 77.º Premios Óscar (2005): Nominado a mejor actor, por El aviador
- 79.º Premios Óscar (2007): Nominado a mejor actor, por Diamante de sangre
- 86.º Premios Óscar (2014): Nominado a mejor actor y mejor película, por El lobo de Wall Street
- 88.º Premios Óscar (2016): Ganador a mejor actor, por El renacido

- 92.º Premios Óscar (2020): Nominado a mejor actor, por Érase una vez en Hollywood

DiCaprio ha ganado tres Premios Globo de Oro: Mejor actor - Drama por El Aviador y El Renacido y Mejor actor - Comedia o musical por El lobo de Wall Street, y un premio BAFTA al mejor actor para El renacido.